# Louis Majorelle
Louis Majorelle (Toul, 26 settembre 1859 – Nancy, 15 gennaio 1926) è stato un ebanista e designer francese.

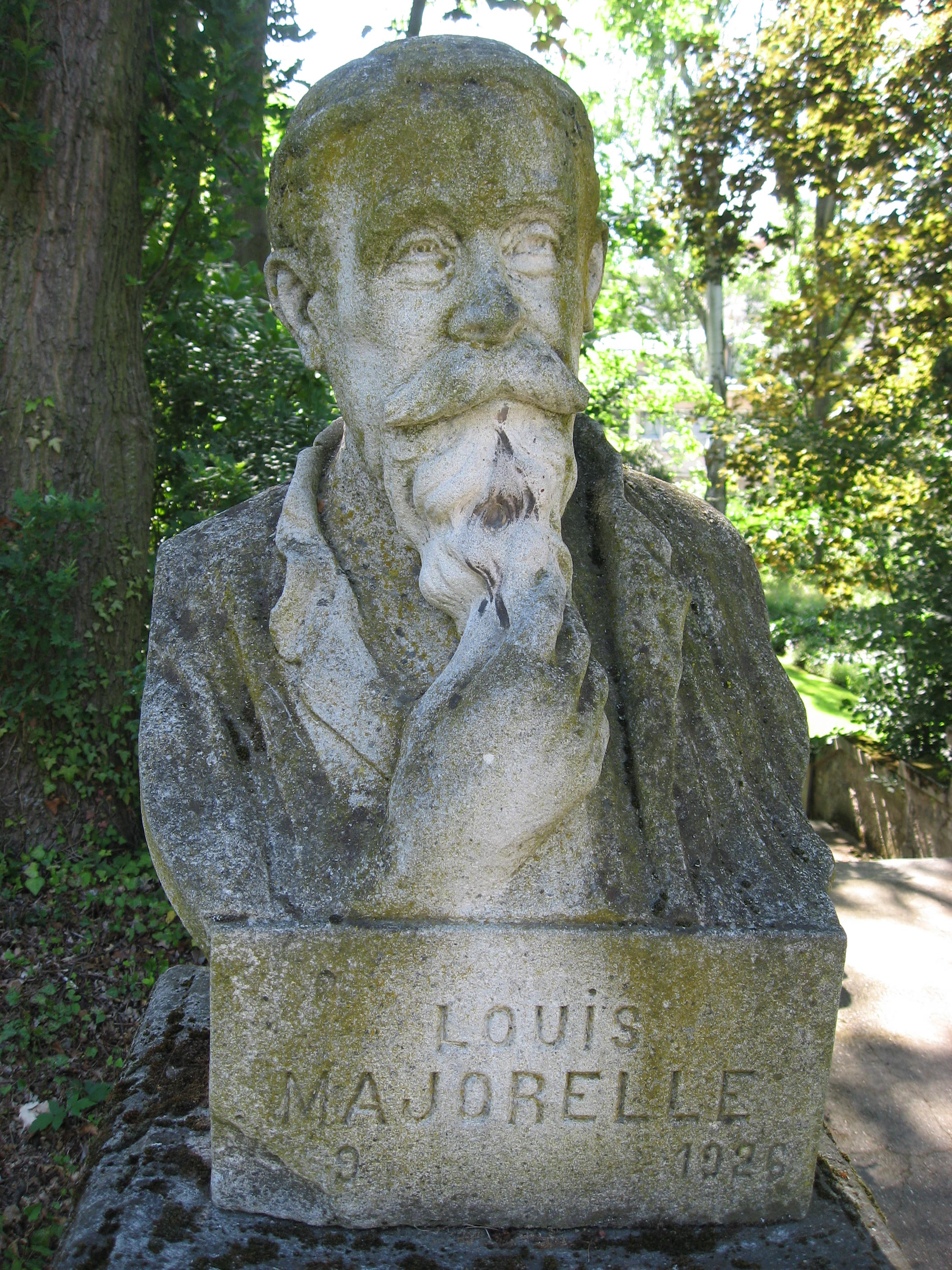
Mezzobusto raffigurante Louis Majorelle, Museo della Scuola di Nancy.

Fu uno dei più importanti esponenti della Scuola di Nancy, fondata sul finire del XIX secolo da Émile Gallé. 

## Biografia

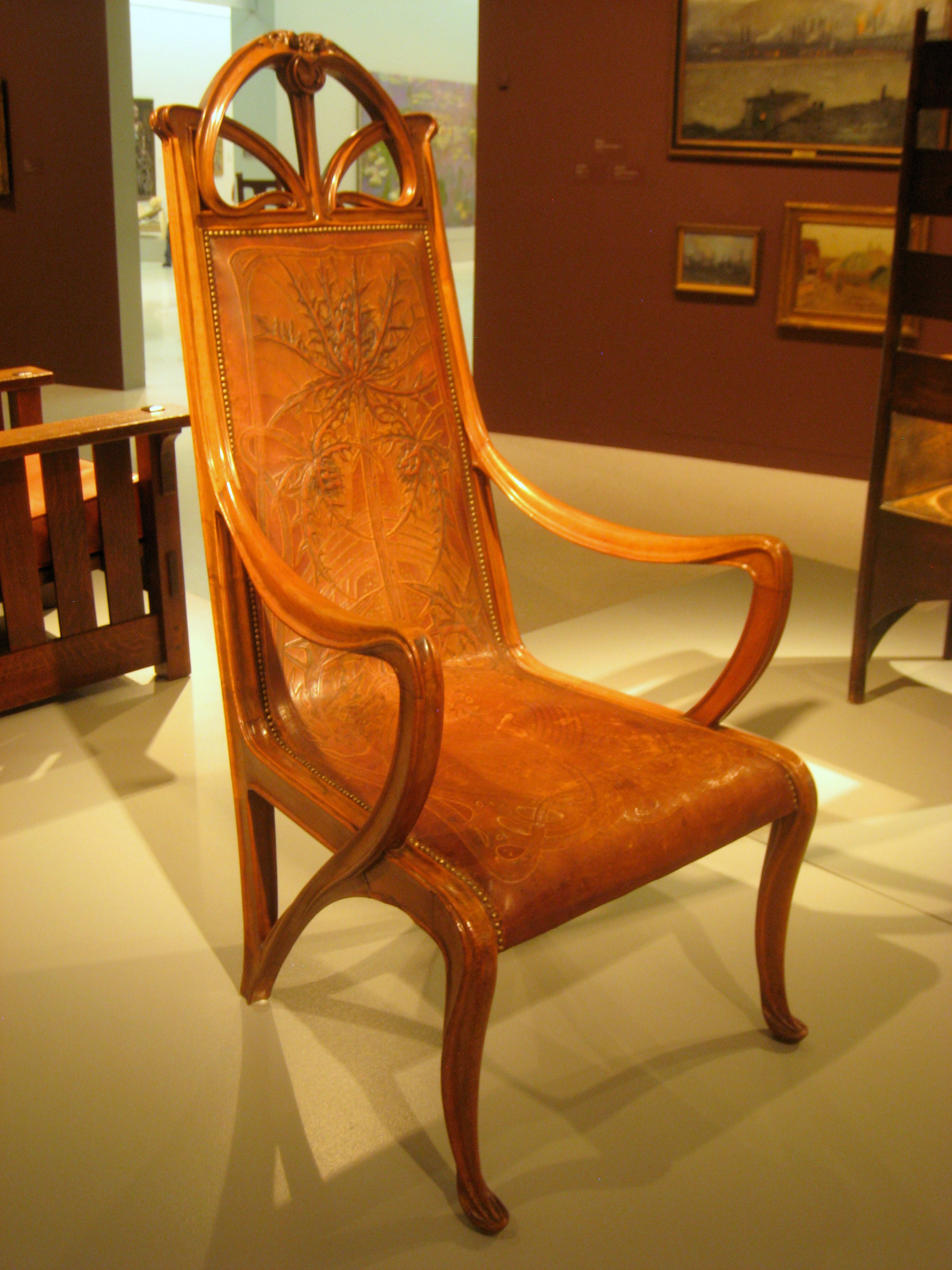
Poltrona, progettata e realizzata da Louis Majorelle (1900).

A 18 anni iniziò lo studio della pittura all'École nationale des beaux arts de Nancy, sotto la guida di Jean-François Millet, studio interrotto però nel 1879 a causa della morte del padre; assunse, così, la direzione della fabbrica di famiglia, attività che lo terrà occupato per il resto della sua vita (con una pausa durante la prima guerra mondiale). Intorno al 1880, subisce l'influenza di Émile Gallé e dell'Art Nouveau francese, aderendo in pieno alla cosiddetta Scuola di Nancy (formata da artisti quali, il già citato Émile Gallé, Antonin Daum, Victor Prouvé e Eugène Vallin), tra le prime scuole del succitato stile artistico; e, nel 1901, di ritorno dall'Esposizione universale del 1900, svoltasi a Parigi, ne divenne vicepresidente. È conosciuto principalmente per la sua produzione di mobili, nei quali inserì l'elemento del metallo per le decorazioni (perlopiù a motivi floreali); negli ultimi anni della sua vita, invece, cambiò stile aprendosi alla più geometrica Art Decò.
Suo figlio, Jacques Majorelle è stato un pittore che svolse la maggior parte della sua attività a Marrakesh in Marocco dove fondò i Giardini Majorelle.